# Thermotogota
Embranchement
Classe
Synonymes
- Thermotogota Whitman et al. 2018
- Synthermota Cavalier-Smith 2020
- Thermotogaeota Oren et al. 2015
- Thermotogae Reysenbach 2001

Ordres de rang inférieur
- Kosmotogales
- Mesoaciditogales
- Petrotogales
- Thermotogales

Les Thermotogota sont un embranchement (ou phylum, ou encore division) du règne des Bacteria. Son nom provient de Thermotoga qui est le genre type de cet embranchement.
En 2022 selon la LPSN (2 décembre 2022) cet embranchement ne comporte qu'une seule classe, les Thermotogae Reysenbach 2002.

## Taxonomie

### Étymologie
L'étymologie du phylum Thermotogota est la suivante : Ther.mo.to.go’ta N.L. fem. n. Thermotoga, genre type du phylum; N.L. neut. pl. n. suff. -ota, suffixe utilisé pour définir un phylum; N.L. neut. pl. n. Thermotogota, le phylum des Thermotoga,.

### Nomenclature
Ce taxon est décrit dès 2001 par A.L. Reysenbach dans la deuxième édition du Bergey's Manual of Systematic Bacteriology sous le nom de « Thermotogae ». Ce n'est qu'en 2021 qu'il est publié de manière valide par Oren et Garrity après un renommage conforme au code de nomenclature bactérienne (le nom de l'embranchement devant être dérivé de celui de son genre type, en l'occurrence Thermotoga, par adjonction du suffixe -ota conformément à une décision de l'ICSP en 2021).